# Western allemand
 (septembre 2012).
Si vous disposez d'ouvrages ou d'articles de référence ou si vous connaissez des sites web de qualité traitant du thème abordé ici, merci de compléter l'article en donnant les références utiles à sa vérifiabilité et en les liant à la section « Notes et références ».
Western allemand désigne des films allemands reprenant les codes d'un genre spécifiquement américain, pour répondre au goût du public allemand pour ce type de films.

## Historique
Le goût de l'Allemagne pour le western n'est pas récent puisque L'Empereur de Californie (Der Kaiser von Kalifornien) est un western allemand produit en 1936, réalisé par Luis Trenker, premier western allemand tourné sous le Troisième Reich et le seul aux États-Unis.
Dans les années 1960, le Français Pierre Louis Baron de Bris dit Pierre Brice joue le chef indien Winnetou dans une dizaine de westerns allemands très populaires, tournés d’après les romans d’aventures de l'illustre Karl May (et dans une série en 1980), face le plus souvent à l'Américain Lex Barker (ex Tarzan) dans le rôle du blanc Old Shatterhand : ce triomphe cinématographique commence dès Le Trésor du lac d'argent (Der Schatz im Silbersee) avec Herbert Lom et Karin Dor, et se poursuit avec La Révolte des Indiens Apaches avec Mario Adorf et Marie Versini et Le Trésor des montagnes bleues avec Klaus Kinski et Terence Hill - après 27 films en Italie, Hill n'avait obtenu qu'un second rôle dans le film de Luchino Visconti Le Guépard et en 1964, il part en Allemagne et tourne dans plusieurs westerns d'après des nouvelles de Karl May -, les trois sont réalisés par Harald Reinl. 
Suivent Les Cavaliers rouges de Hugo Fregonese avec Guy Madison et Daliah Lavi,  Parmi les vautours d'Alfred Vohrer face à Elke Sommer, L'Appât de l'or noir de Harald Philipp où figure Macha Méril, Old Surehand de Vohrer, les trois avec Stewart Granger, qui remplace en quelque sorte Lex Barker, dans le rôle de Old Surehand, et Terence Hill dans un second rôle. Winnetou und Shatterhand im Tal der Toten marque la fin de la saga en 1968 et les retrouvailles avec le réalisateur Harald Reinl.
Dans la même veine, Reinl adapte en 1965 Le Dernier des Mohicans, un classique du roman historique. Ce choix démontre encore l'opposition entre le western allemand et le western italien : le premier garde le caractère infantile du cinéma national d'après guerre, par sa représentation exotique et manichéenne, aussi poétique que naïve, plus proche de Jules Verne ou H. Rider Haggard que de Sade et la tragédie classique.
Dans ces années dynamiques, l'Allemagne participe à des productions européennes, notamment des westerns : avec l'Italie Le Dernier Jour de la colère (I giorni dell'ira) de Tonino Valerii (1967) et Avec Django, la mort est là (Joko invoca Dio... e muori) de Antonio Margheriti par exemple, ou toujours en 1968 avec la Grande-Bretagne Shalako réalisé par l'Américain Edward Dmytryk, avec Brigitte Bardot et Sean Connery.
Le cinéma allemand n'en a pas fini avec le western puisque, en 2001, est sorti Qui peut sauver le Far West ? (Der Schuh des Manitu) de Michael Herbig, parodie de western et transposition de sketches écrits pour la télévision.